# Eduardo de Saboia
Eduardo, Conde de Saboia chamado O Liberal (Baugé, 8 de fevereiro de 1284 - Gentilly, 4 de novembro de 1329), foi Conde de Saboia, de Aosta e da Maurienne. Ele era filho de Amadeu V de Saboia e de Sibila de Bâgé.
Ao lado de Filipe IV, O Belo combate no Condado de Flandres. Uma vez conde, é vencido por Guigues VIII de Viennois na batalha de Varey em 1325, mas distingue-se no exército de Filipe VI de França na batalha de Cassel em 1328.
O cognome de Liberal vem-lhe do facto de ter aberto as portas aos judeus, na Saboia e de ter abolido as compensações pecuniárias para os crimes.
Em 18 de outubro de 1307 casa-se com Branca de Borgonha - filha de Roberto II, Duque da Borgonha e de Inês de França - de quem tiveram uma filha, Joana  (1310 † 1344), que se casará com  João III da Bretanha (1286 † 1341), duque da Bretanha.
Sem filhos, é o seu irmão Aimão de Saboia que lhe sucede.